# Louise Tham
Henrika Lovisa (Louise) Ulrika Tham, född 11 april 1791 i Stockholm, död 23 oktober 1816 på Dagsnäs, Mårby socken, Skaraborgs län, var en svensk friherrinna och tecknare.
Hon var dotter till majoren Casper Tham och friherrinnan Elisabet Albertina Margareta von Knorring och från 1815 gift med friherre Lars Herman Gyllenhaal af Härlingstorp. Tham som i tidig ålder förlorade båda sina föräldrar växte upp hos sin släkting hovintendenten Pehr Tham på Dagsnäs. Slottet ärvdes senare av hennes bror Pehr Sebastian Tham. Om hennes konstnärliga utbildning finns inga kända källor men i ett brev till Sergel 1811 omnämns hon som en talangfull konstnär.